# 犁頭厝
犁頭厝，是臺灣彰化縣二林鎮的一個傳統地域名稱，位於該鎮中部偏西南。相較於今日行政區，其範圍大致包括東興里、興華里。

## 歷史
台灣清治末期至日治初期，犁頭厝地區為一街庄，稱為「犁頭厝庄」，隸屬於二林下堡。該庄北與山藔庄、後厝庄、丈八斗庄為鄰，東與面前厝庄為鄰，南邊為外蘆竹塘庄，西南邊為竹圍仔庄，西邊為二林庄。
1901年（日治明治三十四年）11月，全台廢縣廳改設二十廳，該庄隸屬於彰化廳。1903年（明治三十六年）6月，該庄編入「二林區」，隸屬於彰化廳。1909年（明治四十二年）10月，合併二十廳為十二廳，二林區改隸屬於臺中廳。1920年（大正九年），廢廳、支廳、區、街庄（舊制）改設州、郡、街庄（新制）、大字，該庄改制為「犁頭厝」大字，隸屬於臺中州北斗郡二林庄。1937年，二林庄升格為二林街。
戰後二林街改制為二林鎮，隸屬於臺中縣，大字亦改制為里。1950年10月，中、彰、投分治，二林鎮改隸屬彰化縣。

## 聚落
本地區發展較早的聚落有犁頭厝、下金瓜藔、土人厝（塗人厝）等，在日治期初期的官方地圖上已有記載。此外，本地區尚有東興、下番社、頂番社等聚落。

## 交通
縣道150號（斗苑路四段～二段）是芳苑至南投的道路，大致以西向東轉西微北—東微南走向經過本地區北部邊界外不遠處。由該道路向西可前往二林市區、芳苑並止於省道台17線路口，向東微南可前往埤頭、國道1號北斗交流道、北斗、田中、名間西北部、南投等地。
鄉道彰133線是塗仔崙至丈八斗的道路，其南側端點位於本地區東北部近邊界地帶。由此向北出境後可前往丈八斗、大沙排、塗子崙並止於鄉道彰129線路口。
鄉道彰134線（中農路）是塗人厝至𥕟磘的道路，其西側端點位於本地區東北部塗水厝聚落北側的鄉道彰171線路口。由此向東南東經鄉道彰133線終點路口後出境，可前往丈八斗南部、𥕟磘西北部並止於鄉道彰127線路口。
鄉道彰171線是十戶子（七戶子）至九塊厝的道路，大致先以北微東—南微西走向由本地區北部邊界東側入境後，轉南南西至塗人厝聚落，經鄉道彰134線起點路口後，轉東南蜿蜒而行，至聚落東南側轉南南西出聚落後再轉南南東，至鄉道彰172線終點路口轉東南出境；過源成大排牛稠頭橋後轉西南再度入境，其後順路轉南南東再轉南微西，經水尾聚落後不遠處出境。由該道路北段向北微東可前往後厝與丈八斗交界地帶並止於縣道150號路口，由南段向南微西可前往外蘆竹塘、鹿寮與九塊厝交界地帶、九塊厝並止於縣道152號路口。
鄉道彰172線（大智街）是二林至塗人厝的道路，其東側端點位於本地區東部的鄉道彰171線轉角路口。由此向南繞大彎轉西北西，至犁頭厝聚落轉南南西再轉西北西，經鄉道彰174線終點路口後續行，出聚落後轉西北蜿蜒而行，出境後可前往二林市區並止於縣道143號路口。
鄉道彰174線是崁頂至外竹的道路，其東北側端點位於本地區中部鄉道172線路口。由此向西南轉南南西出境後，可前往外蘆竹塘、竹圍子的崁頂聚落並止於鄉道彰169線路口。

## 學校
- 興華國小